# Wingsuit

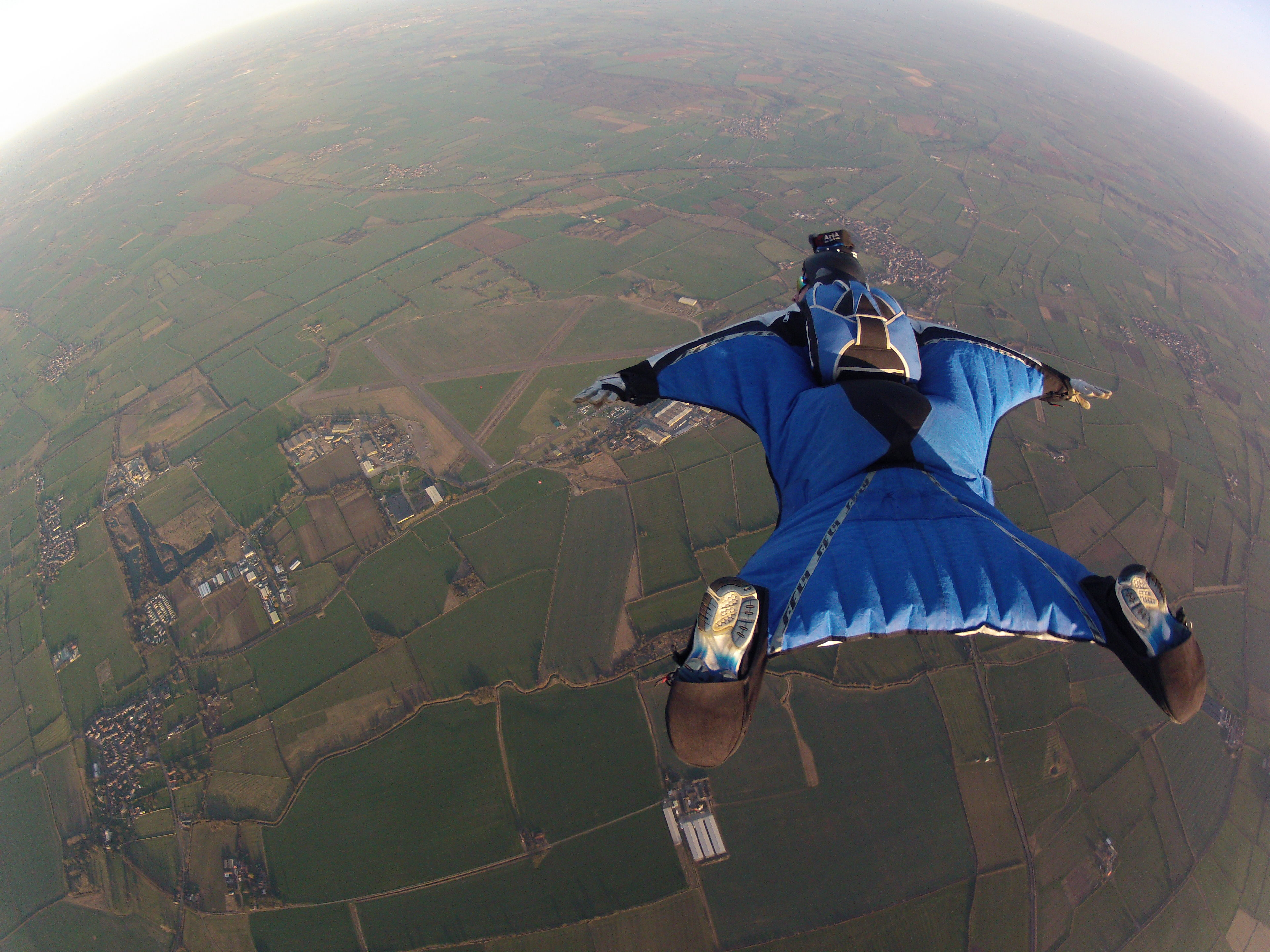
Seskok s wingsuitem

Wingsuit (nebo wingsuiting) je sportovní seskok s padákem, kombinézou a popruhovými rukávy, které s popruhy přidávají k tělu plochu a vytváří zvýšený vztlak. To umožňuje prodloužení doby letu klouzavým plachtěním namísto volného pádu. Moderní wingsuit používá dvojici látkových membrán napnutých mezi pažemi a boky nebo stehny.
Stejně jako všechny parašutistické disciplíny, i let s wingsuitem končí vypuštěním padáku. S wingsuitem lze letět z jakéhokoli místa, které poskytuje dostatečnou výšku pro let a vypuštění padáku – výsadkového letadla nebo ze speciálního místa pro BASE-jumping. Letec má na sobě padákové vybavení speciálně určené pro seskoky padákem nebo BASE jumping. Zatímco let na padáku je běžný, při wingsuitingu musí letec roztáhnout ruce a nohy, aby mohl ovládat dráhu letu a vypustit padák.
Vzhled a styl wingsuitu je přirovnáván k vakoveverce létavé nebo k obleku, který používal fiktivní superhrdina Batman.